# Глезер, Франц Йозеф
Франц Йозеф Глезер (нем. Franz Joseph Gläser; 19 апреля 1798, Обергеоргенталь, ныне Горни-Йиржетин, Чехия — 29 августа 1861, Копенгаген) — немецкий композитор и дирижёр.

## Биография
С 11 лет пел в хоре мальчиков Дрезденской придворной капеллы, затем учился в Пражской консерватории как скрипач.
С 1818 года — дирижёр венского Йозефштадтского театра. Сочинял и ставил лёгкие комические оперы — в том числе оперетту «1722, 1822, 1922» (1822), три действия которой описывали прошлое, настоящее и будущее. По свидетельству Николая Слонимского, приводящего в своей книге «Музыкальные анекдоты» отрывок рецензии из тогдашнего лондонского музыкального обозрения «Harmonicon», будущее представлено Глезером как век машин, когда плуг пашет сам собой, а пахарь лениво идёт следом, место же извозчиков заняли воздушные шары; для достоверности музыкального образа прошлого Глезер использовал музыку Георга Фридриха Генделя и Иоганна Адольфа Хассе, для настоящего — Джоакино Россини и Карла Марии фон Вебера, для будущего же — Моцарта, поскольку он не может устареть.
В 1828 году перешёл в той же должности капельмейстера в театр Ан дер Вин, а в 1830 году — в берлинский Кёнигштадтский театр, с которым связан наибольший успех в его композиторской карьере: опера «Орлиное гнездо» (нем. Des Adlers Horst; 1832), не сходившая с различных европейских сцен около полувека — отчасти благодаря смелости либреттиста Карла фон Хольтея, впервые выведшего на сцене образ матери-одиночки. В 1835 г. эта опера с успехом была поставлена в Королевской опере в Копенгагене, что способствовало дальнейшему приглашению Глезера на работу в этот город.
С 1842 года и до смерти Глезер возглавлял Королевскую капеллу, успешно дебютировав «Вильгельмом Теллем» Джоаккино Россини. С 1845 г. придворный капельмейстер.
В 1847 г. произведён в кавалеры Ордена Данеброг.